# April Rose Haydock
April Rose Haydock (Chicago, 3 de noviembre de 1987) es una modelo y actriz estadounidense. Ha aparecido en series de televisión como Guy Code, Girl Code, Chicago Faceoff with April Rose y Chicago Huddle, y en el largometraje Son como niños 2.

## Carrera

### Actuación

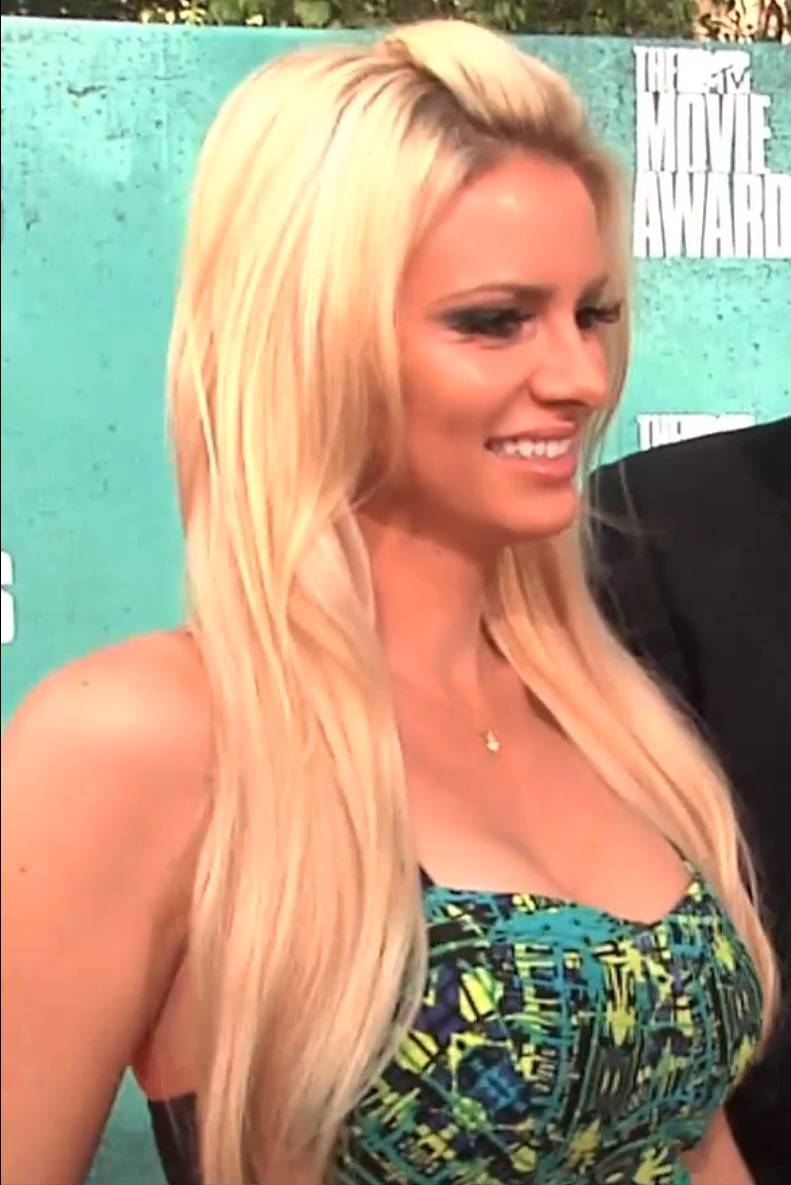
Rose en 2012.

Entre 2011 y 2014 April Rose presentó y escribió una serie web para la famosa revista Maxim. Más adelante apareció en la serie de MTV2 Guy Code y su spinoff Girl Code. En 2013 fue seleccionada para interpretar el papel de una profesora de ballet en la película cómica Grown Ups 2, donde compartió reparto con Adam Sandler, Kevin James, Chris Rock, Salma Hayek y Steve Buscemi, entre otros.

### Modelaje
En 2012 apareció en la posición #82 de la popular lista HOT 100 de las mujeres más hermosas del mundo publicada por la revista Maxim. Ha realizado además campañas publicitarias para otras reconocidas marcas a nivel mundial.

## Filmografía
| Año  | Título         | Papel               |
| ---- | -------------- | ------------------- |
| 2009 | The Bannen Way | Veronica            |
| 2011 | Dear Pen Pal   | Rena Lee            |
| 2013 | Grown Ups 2    | Profesora de ballet |

| Año       | Título                        | Papel      | Notas          |
| --------- | ----------------------------- | ---------- | -------------- |
| 2010      | Martin Short: Let Freedom Hum | -          | Telefilme      |
| 2013      | Girl Code                     | Ella misma | Temporadas 1-2 |
| 2011–2014 | Guy Code                      | Ella misma | Temporadas 1-4 |
| 2015      | Sex with Brody                | Ella misma | Temporada 1    |